# اثر بورستین موس
اثر بورستین موس توسط موس-الی بورستین فیزیک‌دان آمریکایی در زمینه فیزیک نوری جامدات پس از هفت دهه تحقیق معرفی شد. 

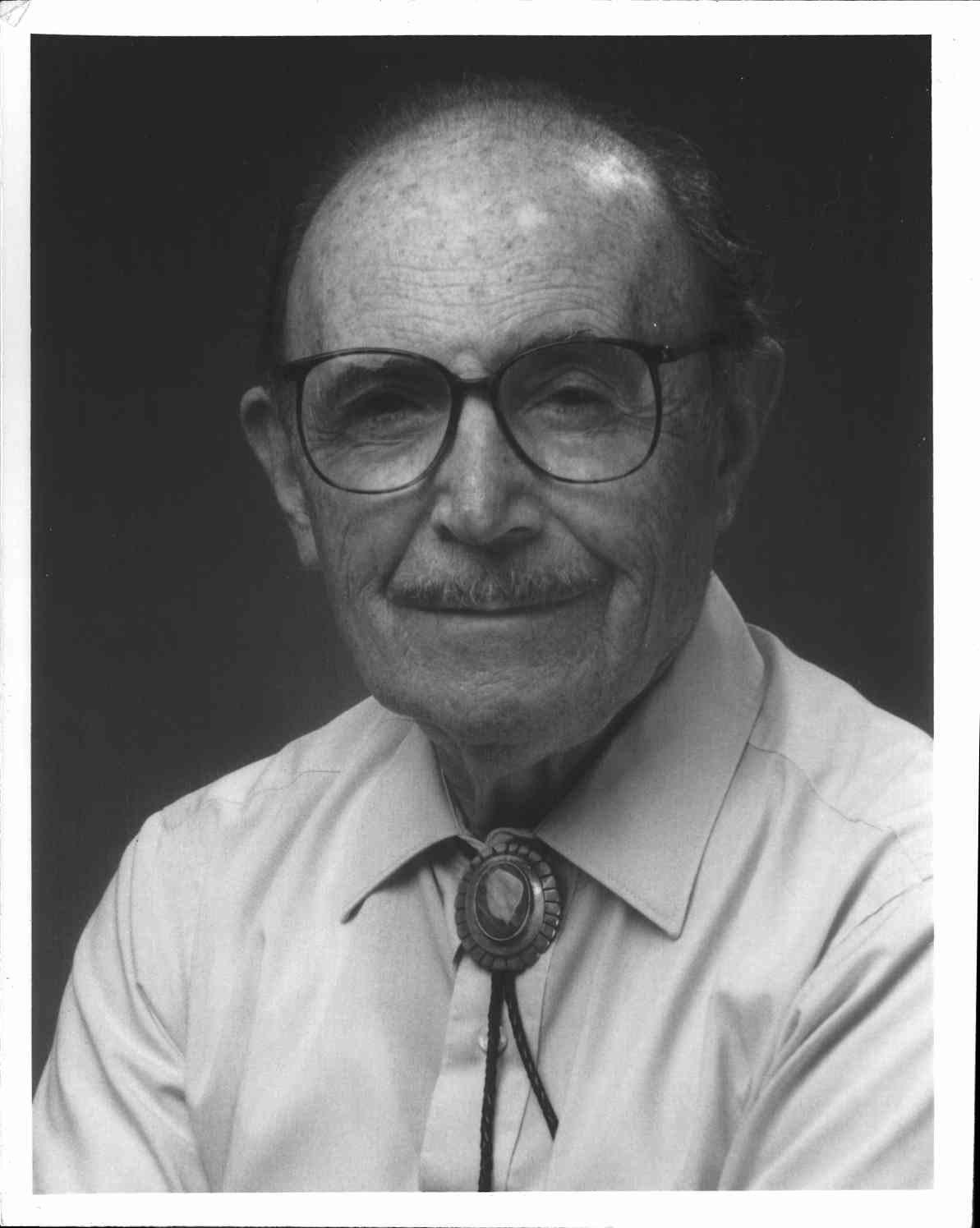
الیاس بورستین

## معرفی
افزودن مقدای زیادی دوپنت که منجر به تغییر در فاصله بین نوار هدایت و ظرفیت خواهد شد و در پی آن انرژی انتقال برای فوتون را به همراه دارد، منجر به پدیده بورستین موس می‌شود.

## اثر بورستین موس
به منظور داشتن هدایت کافی، به اکثر مواد رسانا شفاف به مقدار زیادی دوپنت افزوده می‌شود تا الکترون‌های بیشتری سقوط کنند به طوری که سطح فرمی بالاتر از لبه نوار هدایت قرار می‌گیرند، به این معنی است که پایین‌ترین تراز در لایه هدایت پرشده است همان‌طور که به صورت شماتیک در شکل زیر نشان داده شده‌است. با اینکه لایه هدایت به‌طور جزئی اشغال شده‌است، فوتون‌ها نیاز به یک انرژی بزرگ‌تر از انرژی شکاف نواری را برای تحریک انتقال از لایه ظرفیت به ترازهای اشغال نشده در لایه هدایت دارند. انرژی اضافی مورد نیاز را به صورت اثر بورستین موس نامیده می‌شود که بصورت جابجایی و انتقال روی نمودار خود را نشان می‌دهد. این اثر هنگامی رخ می‌دهد که غلظت حامل الکترون از چگالی لبه باند رسانایی فراتر باشد، که مربوط به دوپینگ مازاد در نیمه هادی‌ها است، سطح تابع فرمی بین گروه‌های هدایت و ظرفیت قرار دارد. به عنوان مثال، در نیمه هادی نوع n، با افزایش غلظت دوپینگ، الکترون‌ها در داخل باند رسانا جمع می‌شوند که سطح فرمی را به سمت انرژی بالاتر سوق می‌دهند. شکاف باند «آشکار» یک‌نیمه هادی را می‌توان با استفاده از طیف‌سنجی انتقال/بازتاب اندازه‌گیری کرد. در مورد این دسته از نیمه هادی‌ها، یک الکترون از بالای باند ظرفیت فقط می‌تواند در باند هدایت بالاتر از سطح فرمی (که اکنون در باند هدایت قرار دارد) تحریک شود زیرا همه مکان‌های زیر سطح فرمی اشغال شده‌اند. اثر منفی بورستین موس ناشی از تغییر ساختار باندی به دلیل دوپینگ رخ دهد. 

## تغییر شیفت منحنی و شکاف باندی
اثر بورستین موس از اصل طرد پائولی نتیجه می‌گیرد و در نیمه هادی‌ها به عنوان یک تغییر با افزایش دوپینگ از شکاف باندی مشاهده می‌شود، همان‌طور که به عنوان جدایی در انرژی بین بالای باند ظرفیت و حالت‌های انرژی غیرقابل استفاده در گروه هدایت تعریف می‌شود، تغییر ایجاد می‌شود زیرا انرژی فرمی در باند هدایت برای دوپینگ از نوع n سنگین (یا در باند ظرفیت برای دوپینگ از نوع p) قرار دارد؛ بنابراین حالات پر شده باعث تحریک حرارتی یا نوری می‌شوند. در نتیجه شکاف باند اندازه‌گیری شده از آغاز جذب بین باند به انرژی بالاتر منتقل می‌شود.
مشروط بر اینکه توده‌های مؤثر از باندهای ظرفیتی و هدایت به‌طور معقول شناخته شوند و فرض بر این باشد که انحنای و موقعیت باندها مستقل از دوپینگ هستند، تغییر انرژی می‌تواند به عنوان روشی دقیق و بدون تماس برای تعیین حامل استفاده شود.

## محاسبه انرژی بندگپ تحت اثر بورستین موس
تقاطع باند هدایت شونده از نوع S که در بیشتر TCOها معمول است باعث افزایش در لبه جذب نوری به انرژی‌های بالاتر با افزایش غلظت حامل بار می‌شود. این برای In2O3، ZnO , CdO و SnO2 مشاهده شده‌است و به عنوان اثر بورستین موس شناخته شده‌است. پر کردن باند به شدت پراکنده منجر به افزایش انرژی لازم برای ارتقاء یک الکترون از باند ظرفیت به حالت خالی در باند انتقال می‌شود. این به صورت شماتیک در شکل زیر نشان داده شده‌است. بدیهی است که فاصله باند نوری با مقداری افزایش می‌یابد که بستگی به انحنای باند هدایت و ظرفیت دارد، که متناسب با توده‌های مؤثر آنها است. با فرض وجود نوارهای مقایسه ای و سطح فرمی کروی می‌توان نتیجه گرفت که افزایش انرژی بورستین موس در انرژی مورد نیاز برای انتقال حاملها ΔΕGBM بصورت زیر است:
ΔΕgBM = h2k2F/2mcv
1/3(kF=(3{\displaystyle \pi }2n
{\displaystyle 1/m_{c}._{v}=1/m_{n}+1/m_{p}}

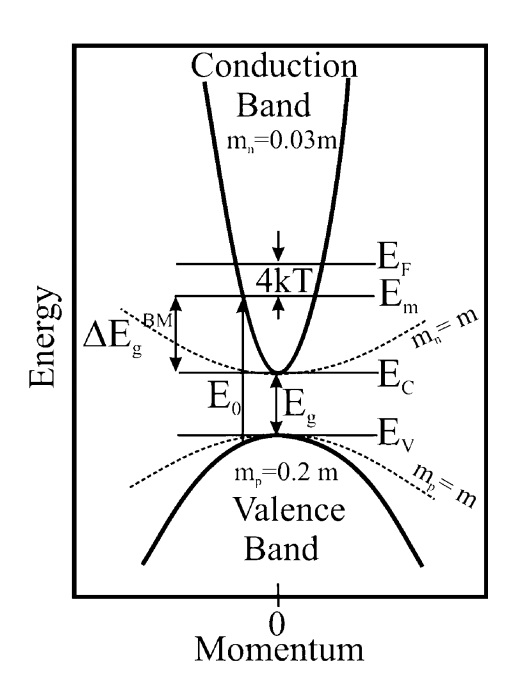

تغییر آبی مشاهده شده در طول موج جذب، بازتاب گسترش شکاف باند، که به دلیل تأثیر اندازه اندازه است. با این حال، QSE بسیار برجسته است فقط هنگامی که اندازه بلوری نیمه هادی نانو کریستالی ZnO با شعاع اگزیتون بور قابل مقایسه باشد. اما، اندازه‌های بلوری ZnO با لیتیوم محاسبه شده از XRD و TEM بسیار فراتر از رژیم محصور کوانتومی است. در نتیجه، تغییر در لبه جذب و گسترش شکاف باند بر اساس اثر بورستین موس قابل توضیح است و در نیمه هادی به شدت دوپ شده به خوبی استنباط می‌شود.

## تغییر رنگ آبی در شکاف‌های باند مشاهده شده برای Zd-doped CdO
فیلم‌های منگنز ممکن است توسط چند مورد توضیح داده شود مکانیسم‌هایی نظیر:
الف) اثر بورستین-موس که در اثر افزایش سطح تابع فرمی به علت تغییر غلظت حامل بار اتفاق می‌افتد.
(ب) کاهش غلظت شالو در سطح کم عمق در نزدیکی باند انتقال از دوپ شدن اکسید روی در اکسید کادمیم-منگنز ناشی از بهبود بلورینگی گزارش شده توسط Usharani و همکاران. برای لایه‌های نازک اکسید کادمیوم-کلر
(پ) کاهش اثر خمشی باند در مرزهای دانه.
در مواد نانو کریستالی به دلیل افزایش نسبت سطح به حجم، اثر خمش باند در مرزهای دانه رخ می‌دهد. برای دانه‌های کوچکتر، اثر خمشی باند بزرگ است در حالی که برای دانه‌های بزرگتر مسطح‌تر می‌شود. نتایج مشابهی توسط دوتا و همکارانش گزارش شده‌است.